# Кауита (окръг, Джорджия)
Окръг Кауита (на английски: Coweta County) е окръг в щата Джорджия, Съединени американски щати. Площта му е 1155 km², а населението - 115 291 души. Административен център е град Нюнън.